# Aichi AB-3
L'Aichi AB-3 fu un idrovolante da ricognizione imbarcato monomotore biplano sviluppato dall'azienda aeronautica giapponese Aichi Tokei Denki KK nei primi anni trenta e rimasto allo stadio di prototipo.
Progettato per equipaggiare una nuova classe di incrociatore leggero della Zhōnghuá Mínguó Hǎijūn, la marina militare della Repubblica di Cina, benché dotato di ottime caratteristiche rimase l'unico esemplare costruito.

## Storia del progetto
Nel 1928 la marina militare della Repubblica di Cina, nell'ambito di un programma di modernizzazione della propria flotta di superficie, emise un ordine di fornitura per due nuovi incrociatori leggeri per poter affiancare e sostituire dei pari classe oramai considerati obsoleti per le mutate esigenze tattiche della guerra navale moderna. Per la progettazione la Marina cinese si rivolse all'estero, prendendo accordi commerciali con il Giappone, e la costruzione delle due unità previste, indicate come classe Ning Hai, vennero assegnate ad un cantiere navale giapponese ed uno cinese, quest'ultimo con la supervisione di personale tecnico giapponese. Tra la dotazione degli incrociatori vi era anche un idrovolante che doveva integrare le potenzialità di ricerca di eventuali unità nemiche, compreso le attrezzature per il suo rimessaggio e per issarlo a bordo a missione di ricognizione aerea conclusa. Le caratteristiche di tale mezzo aereo erano dimensioni e peso contenuti, con la necessità di essere facilmente smontato per poter occupare un apposito hangar di piccole dimensioni. Per equipaggiare le due unità la Marina imperiale giapponese sottoscrisse un ordine con la Aichi per lo sviluppo e la fornitura di un piccolo idro monoposto a scarponi.
Il capo dell'ufficio tecnico dell'Aichi, Tetsuo Miki, disegnò il velivolo basandosi sul progetto del biposto Aichi AB-2 precedentemente sviluppato per la marina imperiale, adattandolo alle esigenze. Il nuovo modello, identificato dall'azienda AB-3, era un piccolo idrovolante a scarponi monoposto caratterizzato dalla costruzione in tecnica mista spinto da un motore aeronautico di bassa potenza, un 7 cilindri radiale Gasuden Jimpu da 130 hp (97 kW) raffreddato ad aria. Le configurazione alare era biplana, con ali collegate tra loro da una singola coppia di montanti interalari e completamente staccabili dalla cellula.
Il prototipo dell'AB-3, completato nel gennaio 1932, venne portato in volo per la prima volta il febbraio successivo fornendo prestazioni definite eccellenti e ben al di sopra delle specifiche richieste.

## Impiego operativo
Il prototipo, valutato dal personale della marina cinese, venne accettato per il servizio operativo tuttavia non venne emesso alcun successivo ordine di fornitura preferendo equipaggiare la seconda unità, il Ping Hai, con un simile velivolo di sviluppo e costruzione cinese, il Naval Air Establishment Ning Hai, spinto dalla medesima motorizzazione con cui era equipaggiato l'AB-3.

## Utilizzatori
Cina
- Zhōnghuá Mínguó Hǎijūn